# Klaus Schurig
Klaus Schurig (* 1. Mai 1942 in Berlin) ist ein deutscher Rechtswissenschaftler. Er war von 1981 bis 2007 Inhaber des Lehrstuhls für Bürgerliches Recht, Internationales Privatrecht und Rechtsvergleichung an der Universität Passau.

## Leben
Schurig wurde 1942 in Berlin geboren. Er wuchs in Essen auf. Nach dem Studium der Rechtswissenschaften an der Universität Köln war er Rechtsreferendar in den OLG-Bezirken Hamm und Düsseldorf. Zur gleichen Zeit arbeitete er am Institut für internationales und ausländisches Privatrecht der Universität zu Köln als wissenschaftliche Hilfskraft, später als wissenschaftlicher Assistent.
1974 promovierte er mit einer Dissertation zum Vorkaufsrecht (Das Vorkaufsrecht im Privatrecht (1975)). Von 1976 bis 1978 gewährte ihm die Deutsche Forschungsgemeinschaft ein Stipendium. 1980 habilitierte er an der Universität Köln bei Gerhard Kegel (Kollisionsnorm und Sachrecht (1981)). 1980/1981 nahm er eine Vertretungsprofessur an der Universität Hamburg wahr. 1981 erhielt er einen Ruf an den Lehrstuhl für Bürgerliches Recht, Internationales Privatrecht und Rechtsvergleichung der Universität Passau, den er bis 2007 innehatte. 1985 lehnte er einen Ruf an den Lehrstuhl für Bürgerliches Recht, Internationales Privatrecht und Rechtsvergleichung der Universität Wien ab. Bis 2007 war er ebenfalls geschäftsführender Direktor des Instituts für internationales und ausländisches Recht der Universität Passau.
Schurigs akademischer Schüler Dennis Solomon folgte ihm 2008 auf den Lehrstuhl nach.

## Werk
Schurig forscht hauptsächlich  im Internationalen Privatrecht, besonders im Bereich des internationalen Familienrechts, des internationalen Staatshaftungsrechts, der Eingriffsnormen im internationalen Privatrecht und der Vorfrage im Kollisionsrecht. Weiterhin gilt dem anglo-amerikanischen Common Law sein besonderes Interesse.

## Schriften
- Das Vorkaufsrecht im Privatrecht. Geschichte, Dogmatik, ausgewählte Fragen. In: Schriften zum Bürgerlichen Recht. Band 23. Duncker & Humblot, Berlin 1975.
- Kollisionsnorm und Sachrecht. Zu Struktur, Standort und Methode des internationalen Privatrechts. In: Schriften zum Internationalen Recht. Band 23. Duncker & Humblot, Berlin 1981.
- Gerhard Kegel und Klaus Schurig: Internationales Privatrecht. 9. Auflage. Beck, München 2004.
- Klaus Schurig: EGBGB Art. 10 (S. 342–418), vor 13, 13, 14, 15, 16, 16 Anhang, 17 (S. 539–922), vor 25, 25, 26 (S. 1273–1392), 220 (S. 2382–2417), 236 (S. 2825–2852). In: Soergel. Bürgerliches Gesetzbuch mit Einführungsgesetz und Nebengesetzen. 12. Auflage. Kohlhammer, 1996.